# Hodslavice
Hodslavice (dříve též Hoclavice, německy Hotzendorf) jsou obec, která se nachází v okrese Nový Jičín v Moravskoslezském kraji, přibližně 6 km jižně od Nového Jičína. Žije zde přibližně 1 700 obyvatel. Narodil se zde historik František Palacký.
Hodslavice se rozkládají v mírné kotlině podél potoka Zrzávky v severojižním směru u západních výběžků Moravskoslezských Beskyd a tvoří nejjižnější část okresu Nový Jičín. Obec leží na silničním tahu silnice I/57 mezi Novým Jičínem a Valašským Meziříčím.

## Historie
Jméno Hodslavice se odvozuje od Hodislava, který přišel na území obce asi během kolonizace za Přemysla Otakara II. ve 13. století. První písemná zmínka o obci je z roku 1411.

## Pamětihodnosti
Hodslavice jsou známé především jako rodná obec historika, politika a spisovatele Františka Palackého. Byl zakladatelem moderního českého dějepisectví a k jeho nejznámějším dílům patří Dějiny českého národa v Čechách a na Moravě. Socha Františka Palackého, která je kulturní památkou, byla zhotovena v roce stojí před jeho rodným domem ve středu obce. Tento dům postavil v roce 1796, jako novou evangelickou školu, učitel a krejčí Jiří Palacký, otec pozdějšího historika. Ve své poslední vůli odkázal František Palacký evangelickému sboru a škole v Hodslavicích tisíc zlatých. Později byl z budovy vybudován památník věnovaný životu i dílu Františka Palackého, toto muzeum se stálou expozicí života Palackého je spravováno Muzeem Novojičínska. Mezi nejvzácnější exponáty patří původní kolébka a dřevěný stojan na louč.
K nejstarším kulturním památkám kraje patří dřevěný kostelík svatého Ondřeje z roku 1551. Dějiny tohoto kostela jsou obrazem náboženských zvratů v kraji. Od svého vzniku až do roku 1624 byl místem českobratrských bohoslužeb, později byl zasvěcen sv. Ondřeji a dodnes je v péči římskokatolické farnosti a je veřejnosti zpřístupněn. Nedaleko rodného domku Františka Palackého se nachází evangelický kostel, který byl dostavěn v roce 1819. V roce 1906 byl vybudován v novorománském slohu zděný katolický kostel Božského srdce Páně.
V centru obce se nachází další kulturní památky - Stará evangelická škola, Fojtova stodola, areál bývalého Fojtství (Staré Fojtství) a Fojtova studna. Významnou kulturní památkou je Pilečkův dům, stojící hned vedle rodného domu Františka Palackého. Dříve patřil rodině evangelického faráře Jana Pilečky, v současné době je v soukromém držení. Mezi kulturní památky patří také větrný mlýn holandského typu z roku 1864, který stojí na jednom ze severozápadních kopců nad obcí.

## Kultura a turistika
Hodslavice mají bohatý společenský a kulturní život, do kterého se občané i místní spolky velmi aktivně zapojují a přináší do něj neustále nové nápady. Každoročně jsou pořádány tradičních akce, mezi které patří turistický pochod Palackého stezka, Den obce, Pálení čarodějnic, Stavění máje, Den matek, volejbalové, fotbalové a tenisové turnaje, Hodslavské vodohraní, setkání jubilantů, Rozsvěcování stromečku, Silvestrovský běh a mnohé další. Hodslavice mají i kvalitní sportovní zázemí, řadu hřišť, tenisové kurty.
V roce 2014 byla zbudována svazkem obcí cyklostezka Koleje, která vede malebným prostředím po bývalé železniční trati z Nového Jičína přes Hodslavice do Hostašovic. V zimě tato stezka slouží také běžkařům. K rekreaci slouží v obci také nově vysázené stromové aleje vedoucí do sousedních vesnic.
Okolí Hodslavic vybízí k mnoha krátkým vycházkám, například k rekreační přehradě Kacabaja, do lesa Čtenice ke studánkám železité a sirnaté vody, tzv. Tropickým údolím k přehradě Čerťák nebo po značených turistických cestách přes Trojačku (715 m) po hřebenu hor trasou tradičního jarního pochodu Palackého stezky na Velký Javorník (918 m).
V Hodslavicích jsou čtyři umělecké vyhlídky Františka Palackého:
- Školní židle – zvětšená dřevěná židle, připomínající první školní židli Fr. Palackého
- Základní kámen – několik kamenů z Hodslavic a kamene ze Zaryje na Radhošti, připomíná okamžik položení základního kamene Národního divadla Fr. Palackým a nese jeho citát
- Frame Hodslavice – obří dřevěný rám
- Krásověda – velký kruh z cortenu, skrz něj se lze podívat na rodný dům Fr. Palackého, spis Krásověda napsal Palacký v mládí

## Obyvatelstvo

Věková struktura obyvatel obce Hodslavice roku 2011
Rodinný stav obyvatel obce Hodslavice roku 2011
Vzdělání obyvatel obce Hodslavice roku 2011

## Osobnosti
- Milada Bartoňová (1917–2008), redaktorka, průkopnice jógy[10]
- Josef Hromádka (* 1936), evangelický duchovní, synodní senior
- Josef Lukl Hromádka (1889–1969), evangelický teolog a pedagog
- Jarmila Ortová (1918–2001), překladatelka, romanistka a afrikanistka
- František Palacký (1798–1876), historik a politik
- T. Svatopluk (1900–1972), spisovatel

## Galerie

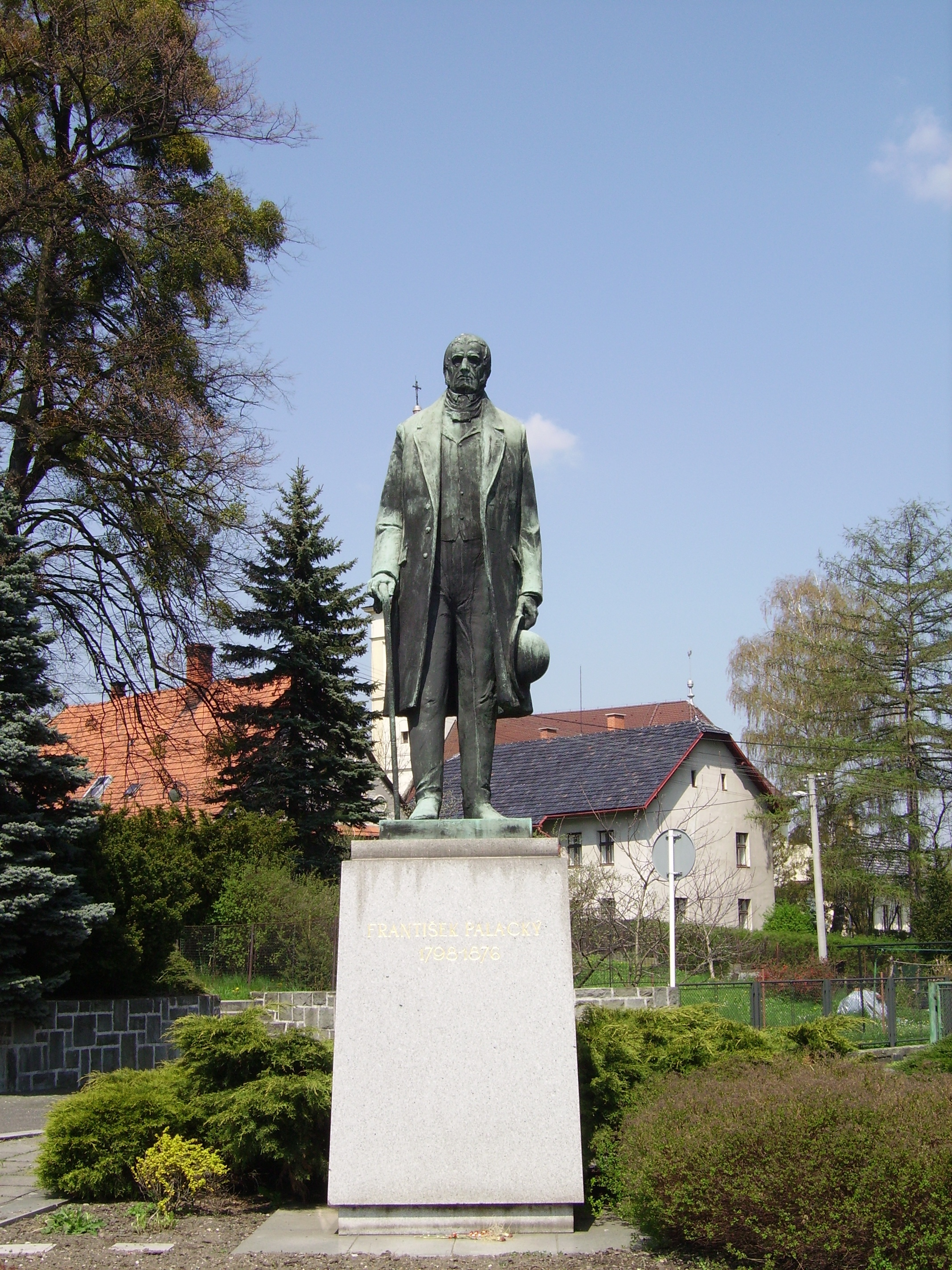
Palackého pomník
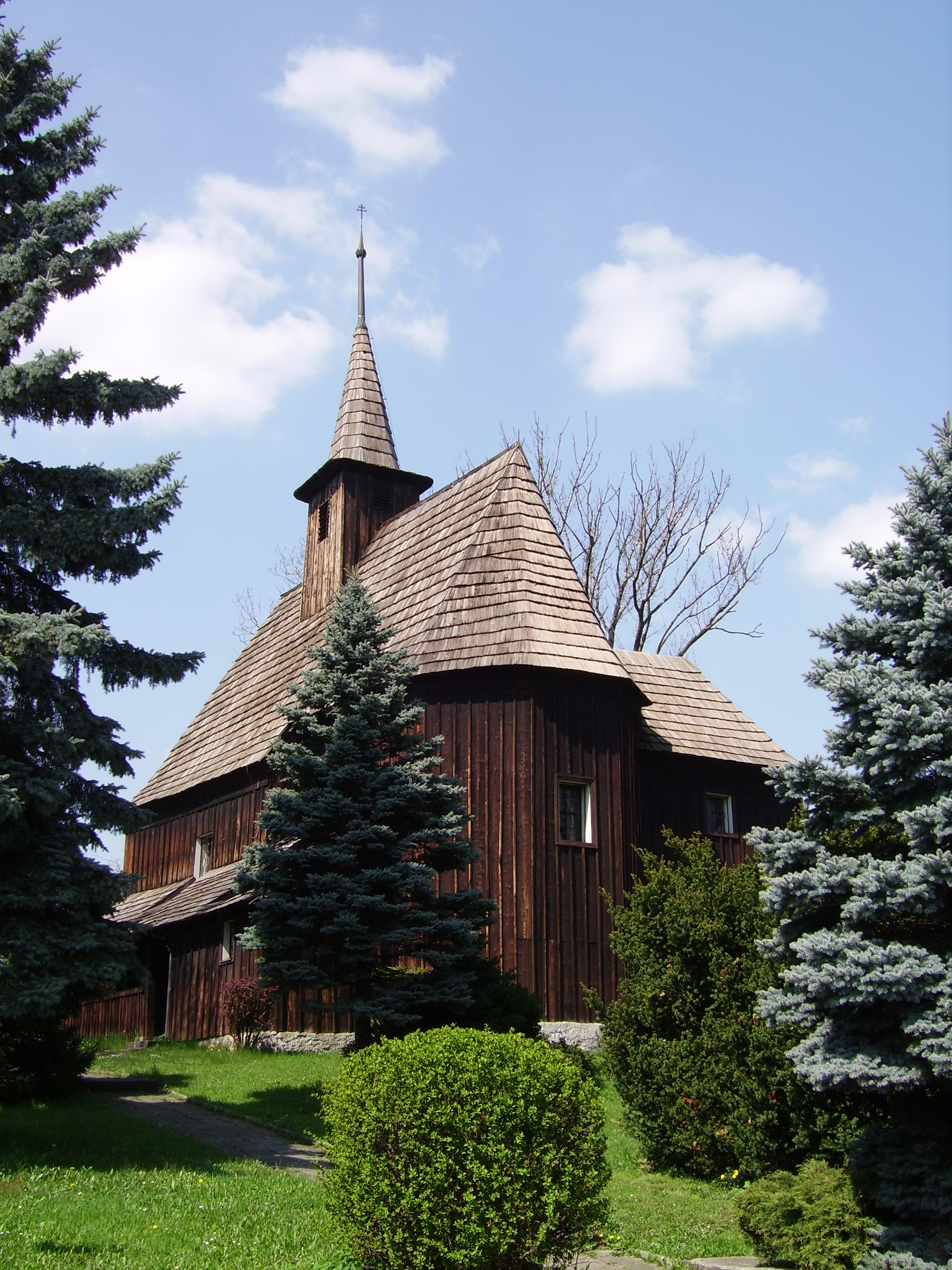
Kostel sv. Ondřeje
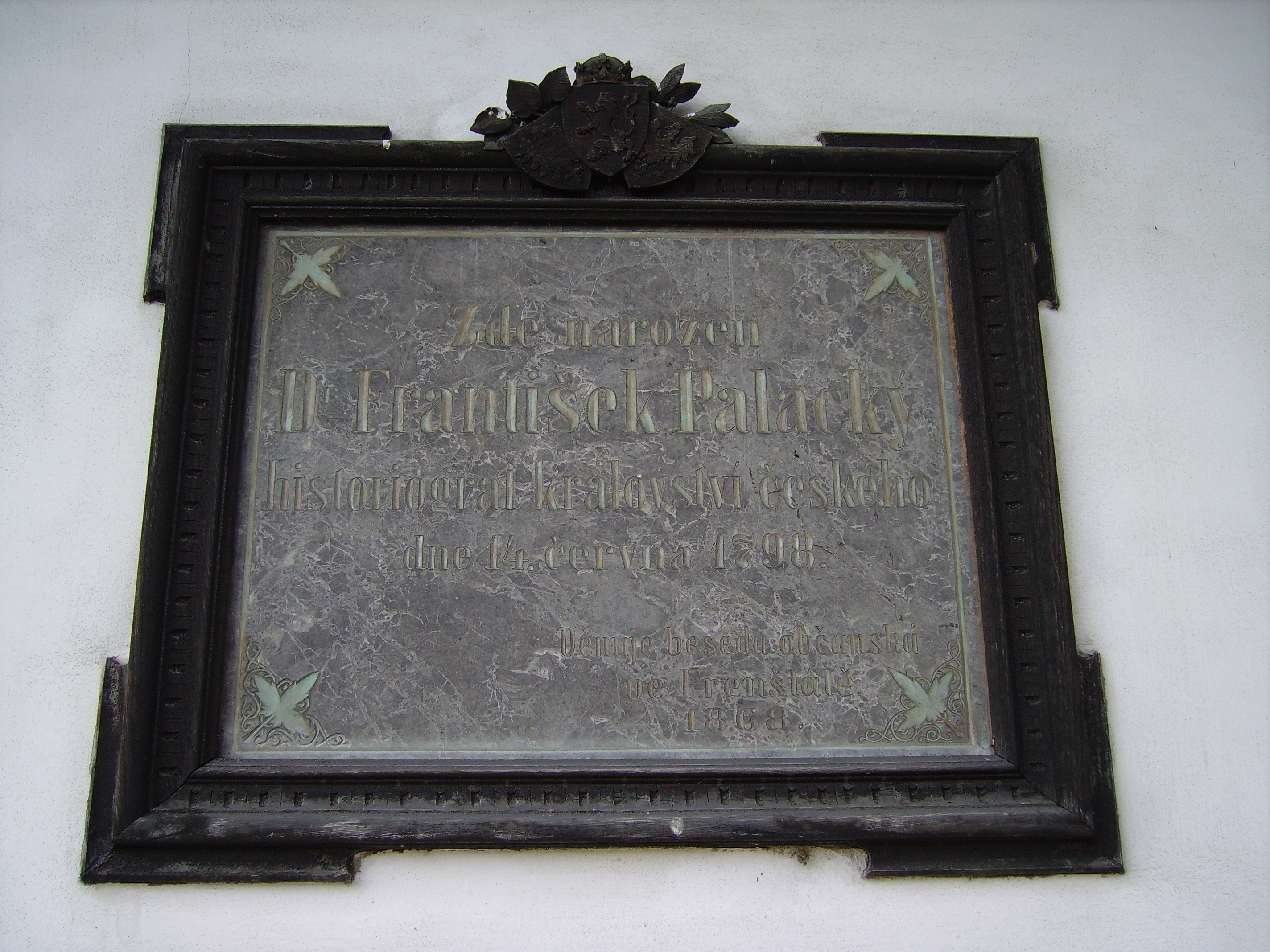
Pamětní deska Palackého